# Toyota JPN Taxi
Toyota JPN Taxi – samochód typu taksówka z elektryczno-benzynowym napędem hybrydowym z fabryczną instalacją LPG. Model zadebiutował na Tokyo Motor Show 2017, a do sprzedaży wszedł w październiku 2017 roku w Japonii. Pojazd będzie przewoził kibiców w czasie Igrzysk Olimpijskich i Paraolimpijskich, które odbędą się w Tokio w 2020 roku. Za produkcję tego modelu odpowiada fabryka Higashi-Fuji.
Producent przekonuje, że samochód zaprojektowano z myślą o wygodzie podróżujących, w szczególności osób starszych, niepełnosprawnych, turystów i dzieci. Podłoga znajduje się na wysokości 32 cm ponad nawierzchnią, auto ma przesuwne drzwi, dostosowane do osób na wózkach inwalidzkich, uchwyty pomagające w czasie wsiadania, a także duże okna.
Samochód jest dostępny w dwóch wersjach wyposażeniowych – Nagomi i wyższej Takumi. W wyposażeniu można znaleźć m.in. zintegrowane światła LED, podświetlenie pasów bezpieczeństwa ułatwiające zapięcie ich w ciemności, klimatyzację z technologią oczyszczania powietrza Nanoe, sześć poduszek powietrznych, a także pakiet systemów bezpieczeństwa Toyota Safety Sense i układ Intelligent Clearance Sonar, który wspomaga kierowcę w czasie poruszania się po parkingach.
Hybrydowy napęd Toyoty JPN Taxi zużywa 5,15 l paliwa na 100 km wg japońskiego standardu JC08. W samochodzie zastosowano trzyczęściowe zderzaki, dzięki czemu w razie uszkodzenia nie trzeba wymieniać całego elementu. W przednim zawieszeniu pracują kolumny MacPhersona.